# 인베정
인베정(伊部町)은 오카야마현 남동부, 와케군에 속해있던 정이다.
1951년 4월 1일, 가타카미정과 합병해 비젠정이 되어 자치체로서 소멸하였다.

## 역사
- 1889년 6월 1일 - 정촌제 시행에 의해 3개 촌의 구역을 가지고 인베촌이 발족하였다.
- 1912년 4월 1일 - 정으로 승격해 인베정이 되었다.
- 1951년 4월 1일 - 가타카미정과 합병해 비젠정이 발족해 소멸하였다.

## 교통

### 도로
- 국도 제2호선
- 국도 제250호선
- 국도 제374호선